# کنیسه شکرالله
کنیسه شکرالله  مربوط به دوره قاجار است و در اصفهان، محله جوباره، خیابان کمال، کوچه شهید توتونی، کوچه حمام سفید واقع شده و این اثر در تاریخ ۲۰ اردیبهشت ۱۳۸۶ با شمارهٔ ثبت ۱۹۰۷۳ به‌عنوان یکی از آثار ملی ایران به ثبت رسیده است.